# هویتزر ام۱۰۱
هویتزر M101A1 (که قبلاً M2A1 نامیده می شد) یک قطعه توپخانه است که توسط ایالات متحده ساخته و استفاده می شود. این هویتزر میدان نور استاندارد ایالات متحده در جنگ جهانی دوم بود و در سینماهای اروپا و اقیانوس آرام و در طول جنگ کره شاهد نمایش بود. با ورود به تولید در سال 1941، به سرعت به دلیل دقت و پانچ قدرتمند شهرت یافت. M101A1 مهمات نیمه ثابت انفجاری 105 میلی متری (HE) را شلیک می کند و برد آن ۱۲٬۳۳۰ یارد (۱۱٬۲۷۰ متر) است. ، آن را برای پشتیبانی از پیاده نظام مناسب می کند.

## تاریخچه
توپ کششی ام ۱۰۱ یک توپ آمریکایی است که در جریان جنگ جهانی دوم تولید شد.

### در ایران
در سال ۱۹۶۰ میلادی ۲۵۰ عراده از این توپ‌ها توسط ایران به صورت دست دوم خریداری شد. این توپ‌ها در طول جنگ ایران و عراق مورد استفاده قرار گرفت و هم اکنون نیز در دستگاه نظامی ایران قرار دارد.‌‌ هم اکنون در ایران تعداد کمی از این توپ‌ها در اختیار ارتش جمهوری اسلامی ایران است.

### در کره جنوبی
در کره‌جنوبی، این توپ‌ها بر روی کامیون‌های سنگین کیا قرار گرفته‌اند و به سامانه کنترل آتش دیجیتال نیز بر روی آنها نصب شده است. این کامیون به‌طوری طراحی شده است که بتواند تا ۶۰ گلوله توپ را نیز با خود حمل کند. این سامانه K105HT  نامگذاری شده است.

## مشخصات فنی
این توپ، دارای برد ۱۱ کیلومتری است و به وسیله‌ خودروهای زرهی سنگین حمل می‌شود. این توپ از دو بخش لوله و ارابه دوچرخ تشکیل شده است. این توپ، دارای ترمز لوله‌ای هیدروپنوماتیک است که لگد سلاح را به هنگام شلیک کمتر می کند. این توپ قابلیت حمل و نقل هوایی را نیز دارد. مدل خودکششی این توپ نیز در برخی از کشورها از جمله ایران تهیه و طراحی شده است.

## گالری

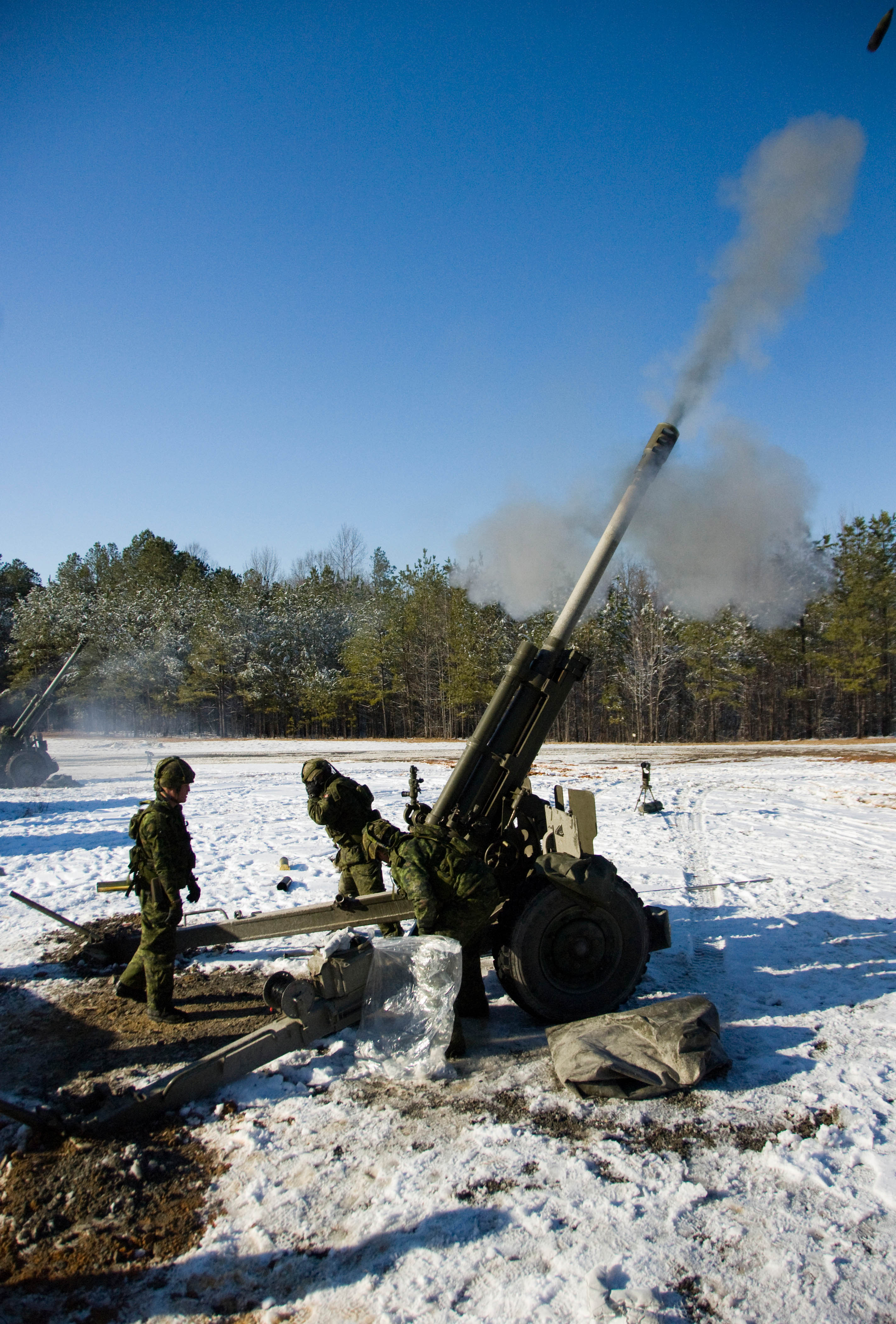
سربازان کانادایی در سال 2009 یک گلوله انفجاری قوی با هویتزر C3 شلیک کردند.
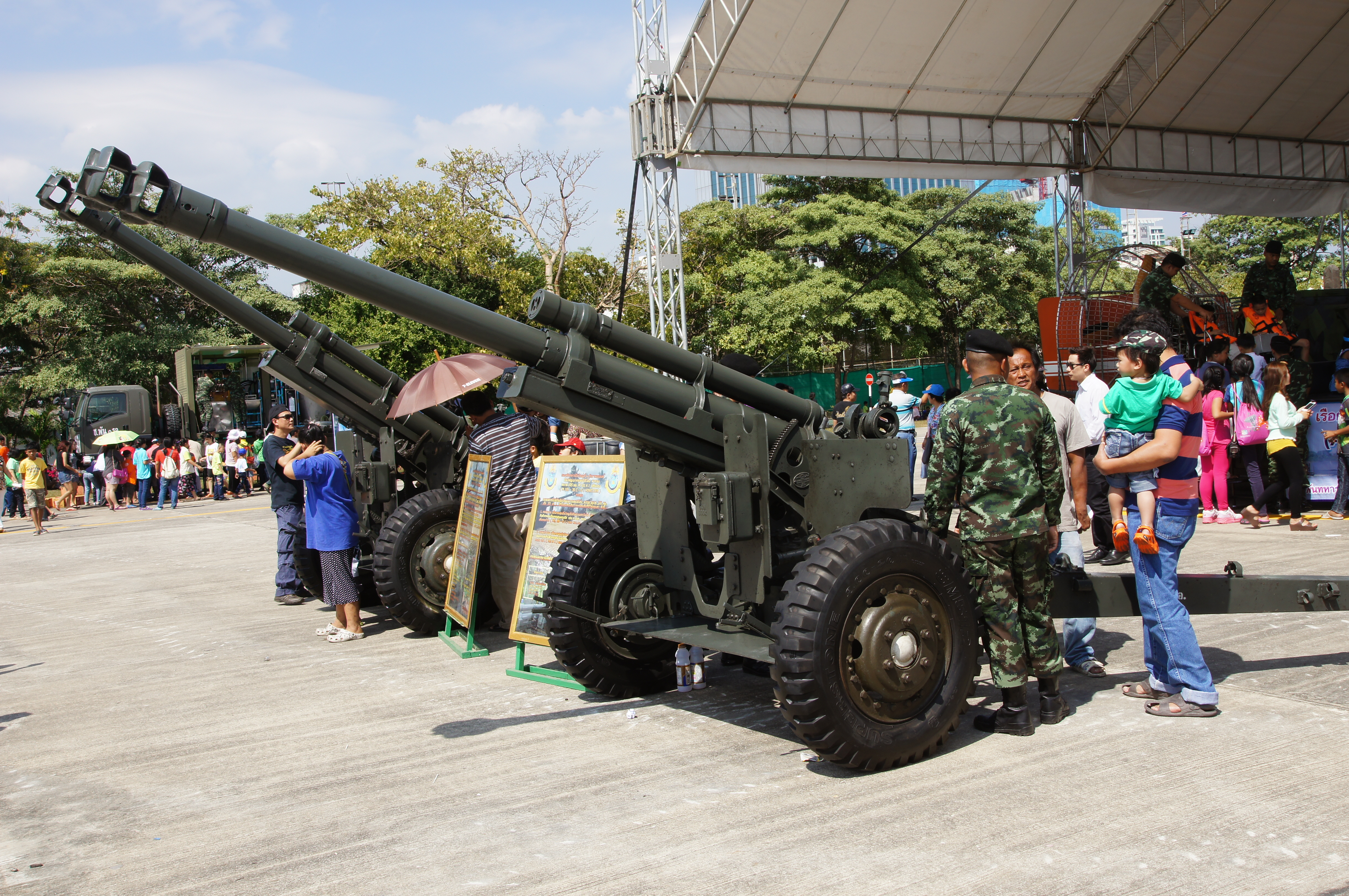
ارتش سلطنتی تایلند M101 با بشکه جدید.
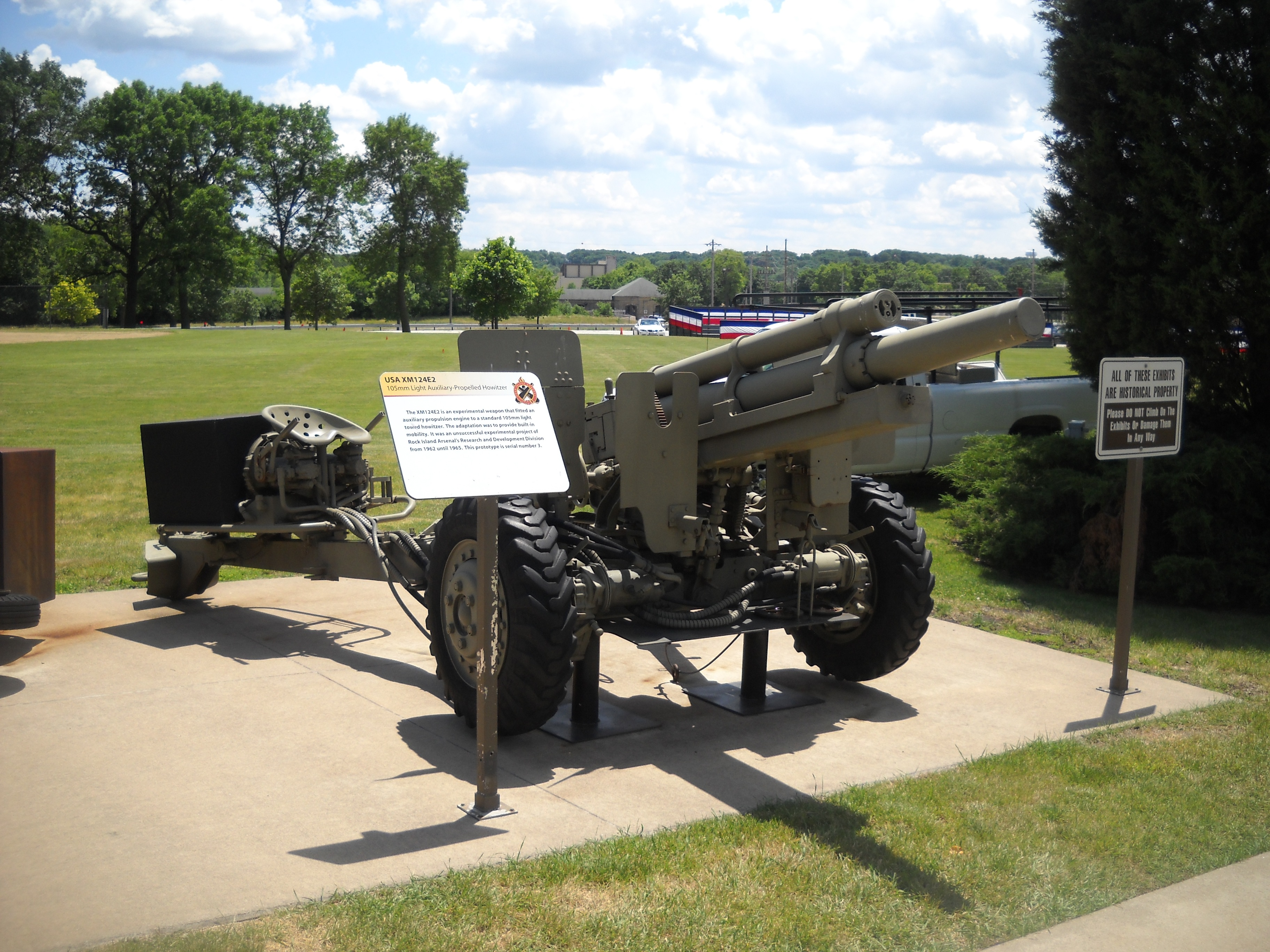
پیشرانه کمکی سبک XM124E2 105 میلیون متر هویتزر در موزهآرسنال جزیره راک
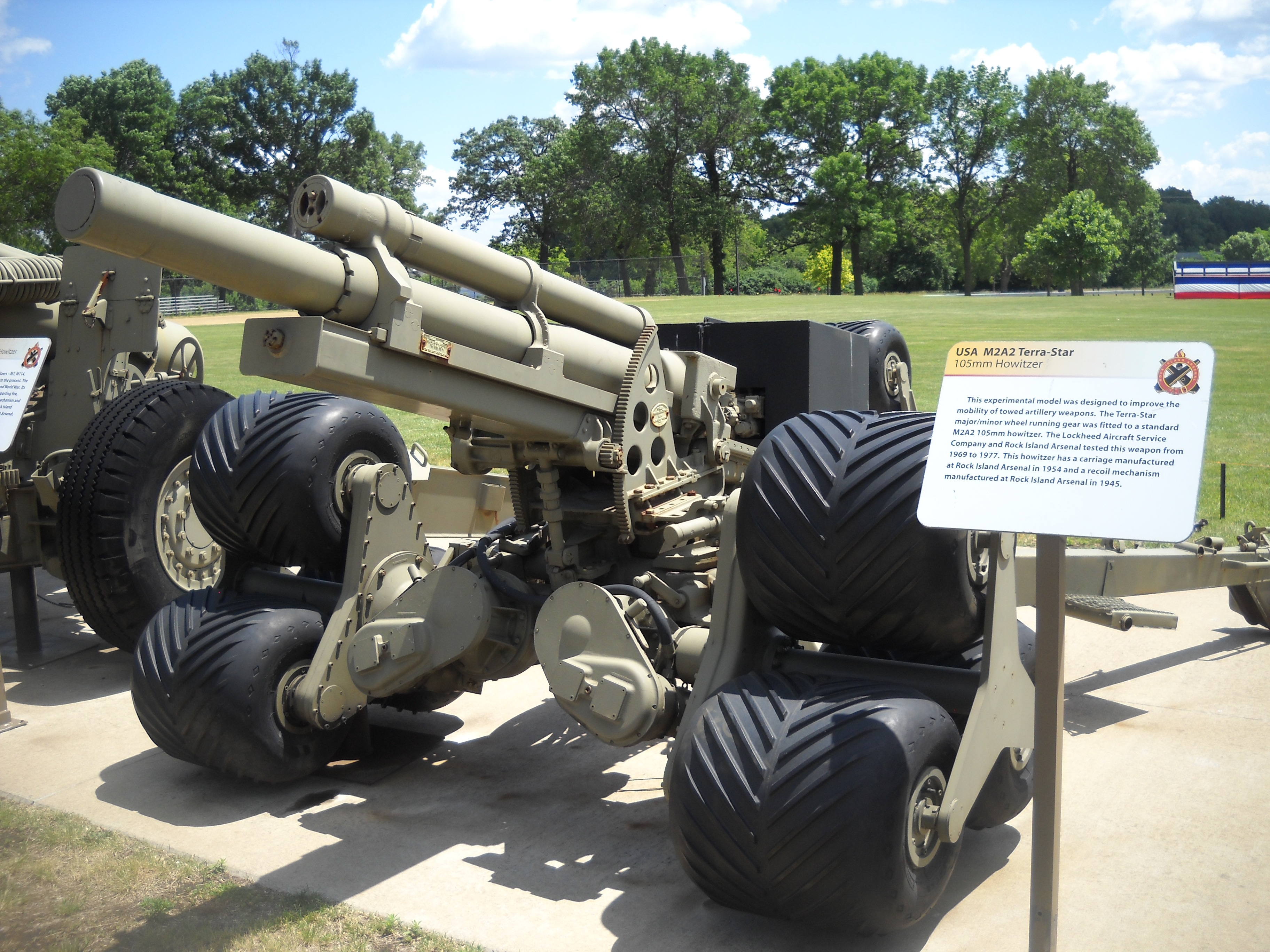
تنها نمونه اولیه M2A2 Terra Star Auxiliary Propelled Howitzer در موزهآرسنال جزیره راک. بهسیستم چرخ سه ستارهو سیستم محرک کمکی روی پای راست توجه کنید.
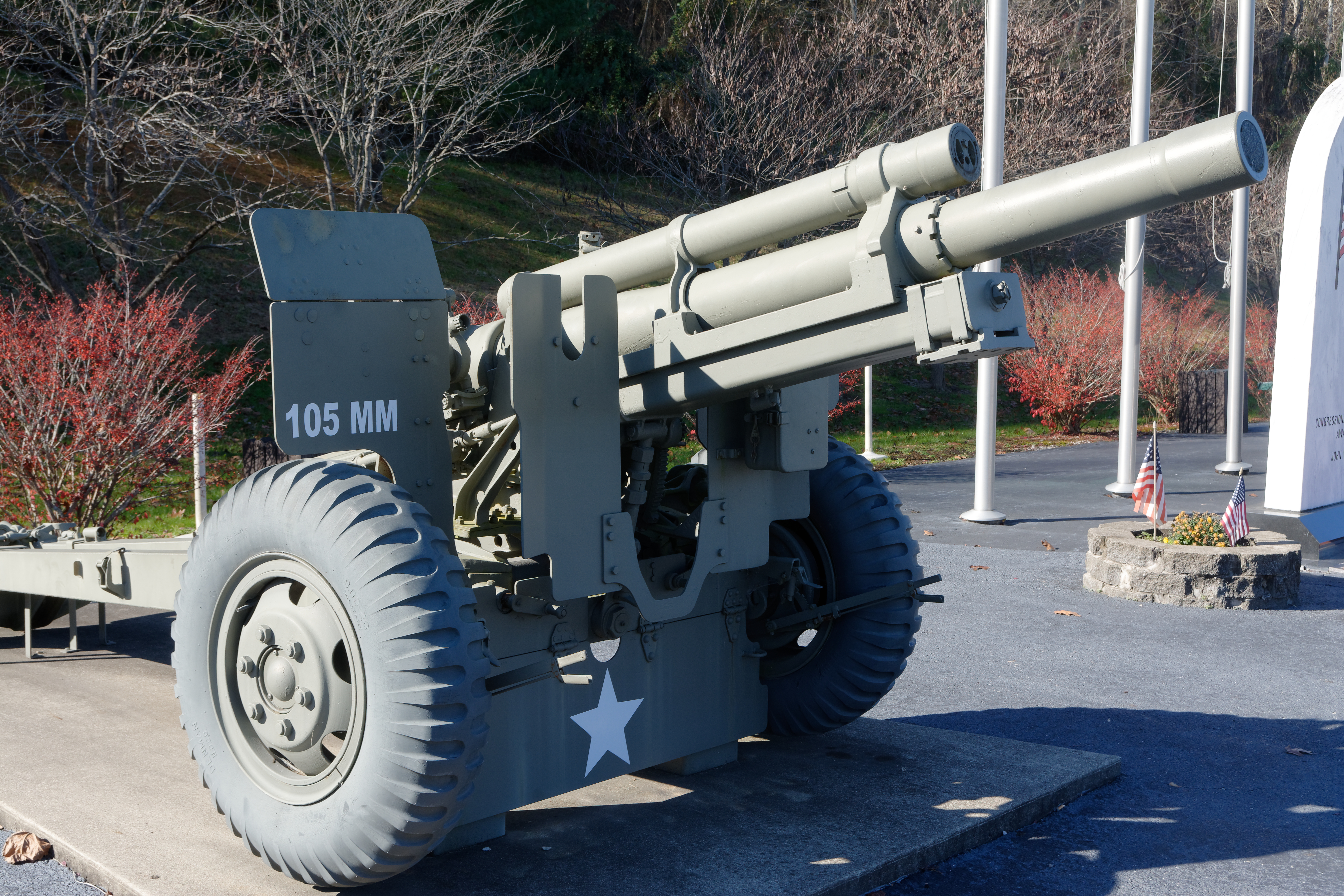
گرین آپ، کنتاکیایالات متحده آمریکا
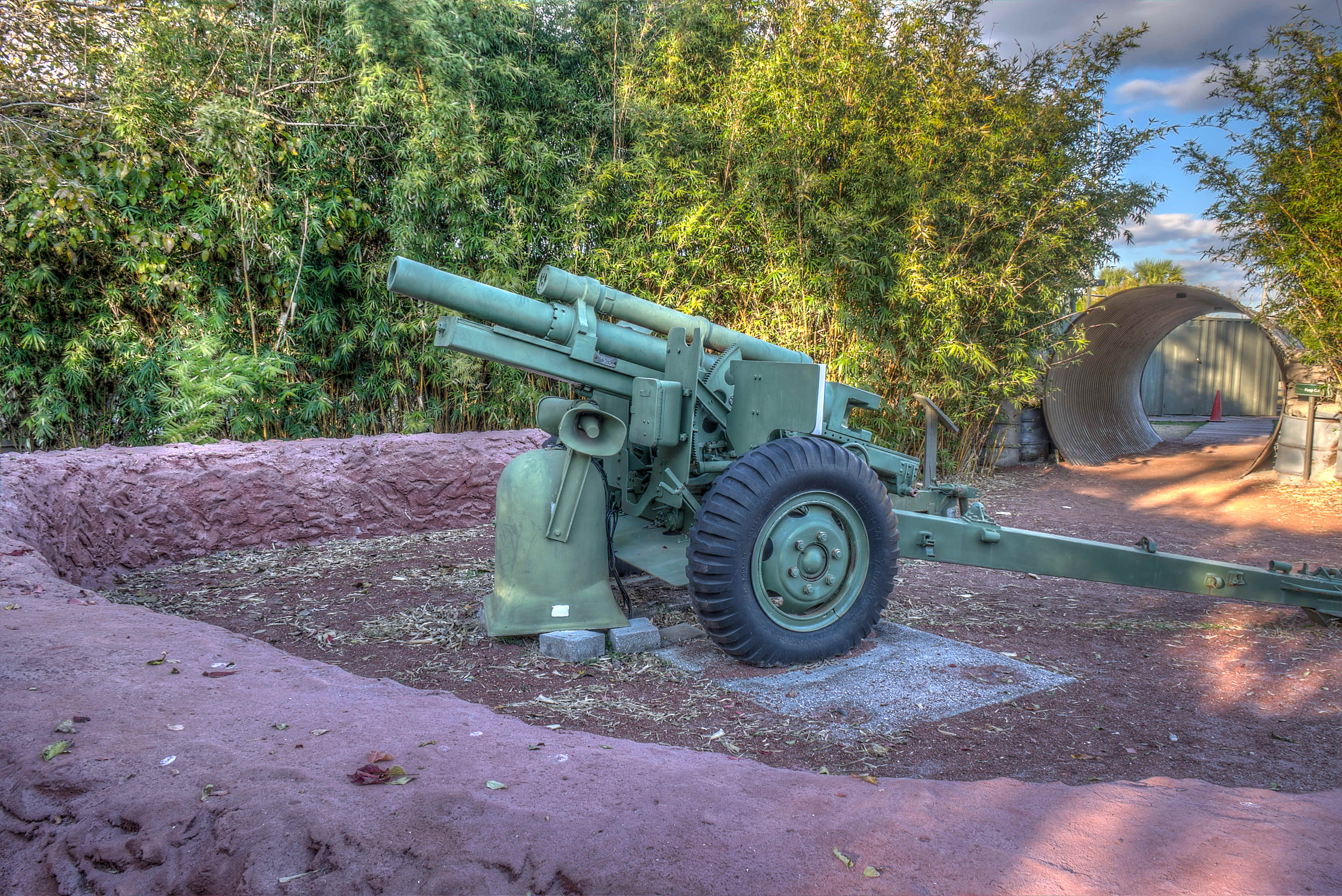
M101 A1 درموزه دریایی و دریایی پاتریوت پوینتبه نمایش گذاشته شده است